# Picture Book
Picture Book é o álbum de estreia da banda Simply Red, lançado em 1985. O disco contém uns de seus maiores sucessos, "Holding Back the Years" topo da Billboard em 1986. Outras que destacaram: "Money's Too Tight (To Mention)" do Valentine Brothers e "Come To My Aid".
Durante a produção, Sylvan Richardson substituiu o guitarrista Dave Fryman.
O álbum faz parte da coleção 1001 Discos Para Ouvir Antes de Morrer (1001 Albuns you must hear before you die) feita por 90 jornalistas e críticos de música internacionalmente reconhecidos, organizada pelo editor Robert Dimer.

## Picture Book
1. "Come To My Aid"  – 4:03
2. "Sad Old Red"  – 4:33
3. "Look At You Now"  – 3:02
4. "Heaven"  – 4:32
5. "Jericho"  – 6:03
6. "Money's Too Tight (To Mention)"  – 4:13
7. "Holding Back the Years"  – 4:30
8. "Open Up The Red Box"  – 3:56
9. "No Direction"  – 3:41
10. "Picture Book"  – 5:49

## Integrantes
- Mick Hucknall - vocal
- Fritz McIntyre - teclado e vocal
- Chris Joyce - bateria
- Tony Bowers - baixo
- Sylvan - guitarra
- Tim Kellett - trompete

Músicos convidados
- Ian Dickson - sax em Jericho, Sad Old Red e Heaven
- Ronnie Ross - sax em Jericho, Sad Old Red e Heaven
- Francis Foster - congas em Come To My Aid e Look At You Now
- David Fryman - guitarra e vocal em Open Up The Red Box

## Paradas

### Álbuns
| Ranking           | Posição | Ano  |
| ----------------- | ------- | ---- |
| The Billboard 200 | 16      | 1986 |
| Reino Unido       | 2       | 1986 |

### Compacto

Trilha sonora internacional da novela Roda de Fogo, a qual a canção "Holding Back the Years" esteve incluída.

| Compacto                       | Ranking               | Posição | Ano  |
| ------------------------------ | --------------------- | ------- | ---- |
| Holding Back the Years         | The Billboard Hot 100 | 1       | 1986 |
| Money's Too Tight (To Mention) | The Billboard Hot 100 | 28      | 1986 |

### Roda de Fogo Internacional
A canção "Holding Back the Years" integrou a trilha sonora internacional da novela das 20 horas, Roda de Fogo, escrita por Lauro César Muniz e exibida entre agosto de 1986 e março de 1987, pela Rede Globo.